# Anja Van Engeland
Anja Van Engeland is een Belgisch sopraan.

## Levensloop
Anja Van Engeland behaalde met grootste onderscheiding het diploma "Meester in de Muziek" aan het Lemmensinstituut te Leuven in 1999. Zij vervolledigde haar opleiding aan het Koninklijk Conservatorium in Antwerpen en de International Opera Academie in de specialisatie opera. Na haar opleiding volgde zij nog masterclasses bij onder andere Mary Brennen, Suzanne Eken en Gemma Visser.
In 2002 bereikte ze de halve finale op het Belvedère-Concours in Wenen en werden haar diverse rollen aangeboden zoals Sophie Scholl (Die Weisse Rose/Udo Zimmerman), Leíla (les pecheurs de perles/Bizet), Elvira (I Puritani/Bellini) Eerste Dame en Eerste Knaap (Der Zauberflöte/Mozart), Mimi (la Boheme/Puccini), Elvire (la Muette de Portici/Auber), Aennchen (Freischutz/Weber), Ophelia (Hamlet/Thomas).
Van Engeland geeft les aan de Kunstacademie Noord-Limburg (Lommel en Pelt) en MusART in Hasselt als docente zang. Zij specialiseert zich in het klankgeoriënteerd zingen volgens de Lichtenbergermethode (Lichtenberger Institut für Gesang und Instrumentalspiel in Duitsland).
Sinds 2015 vormt zij samen met Toon Spaepen het liedduo TastiVoce.
Verder is Van Engeland ook medebezieler van Onder De Eik Aperitiefconcerten in Lommel en is zij als bestuurslid actief in de Stichting Charlotte van der Seijs.

## Opera's
In de periode 2003-2008 werkte ze samen met de Vlaamse Opera en vertolkte rollen in producties zoals Laura in Louisa Miller, Female Chorus in The Rape of Lucretia, Tweede viool, Freia, Gerhilde, ...
Bij Alden Biesen Opera vertolkte zij de rollen van eerste Dame en eerste Knaap in Die Zauberflöte.
In 2006 werkte Van Engeland mee aan de productie van een kinderopera waarin ze de rol van Koningin van de Nacht speelde in De Toverfluit.
Eveneens was ze actief in operaproducties van Opéra Royal de Wallonie in Luik als Ännchen in Der Freischutz en Micaela in Carmen.
In 2011 speelde zij de rol van Magd 4 in Electra voor de Nederlandse Opera.
Tevens zong zij Alicia Ford in Fallstaf, Marguerite in Faust en Koningin van de Nacht in Die Zauberflöte voor productiehuis Opera Zuid (NL)
Samen met het Frascati Ensemble vertolkte ze in 2018-2019 de rol van Margherita in de hedendaagse opera Fausto.

## Concerten
Anja Van Engeland is regelmatig te gast op concerten en werkte samen met onder andere;
- Het Vlaams Radio Orkest & Vlaams Radiokoor o.l.v. Silveer Van den Broeck;
- Het Brussels Philharmonic Orchestra o.l.v. Eric Delson[19];
- Het Charlemagne Orchestra for Europe o.l.v. Bartholomeus-Henri Van de Velde;
- The Brussels Choral Society;
- De Koninklijke Muziekkapel van de Gidsen o.l.v. Yves Segers;
- Het Nationaal Orkest van België o.l.v. Kwame Ryan;
- Het Orkest der Lage Landen o.l.v. Walter Proost;
- Symfonisch orkest Frascati o.l.v. Kris Stroobants;
- Symfonisch orkest La Passione o.l.v. Dirk Brossé[20][21][22]

## Discografie
- La Muette de Portici - Daniel François Esprit Auber[23]
- Live in Concert - At Bozar - Brussels - Conductor: Yves Segers[24]
- Der Geiger von Echternach - Lou Koster - Orchestre Philharmonique du Luxembourg[25]
- Elektra (live recording) - Netherlands Philharmonic Orchestra - Marc Albrecht[26]